# Давні каменоломні

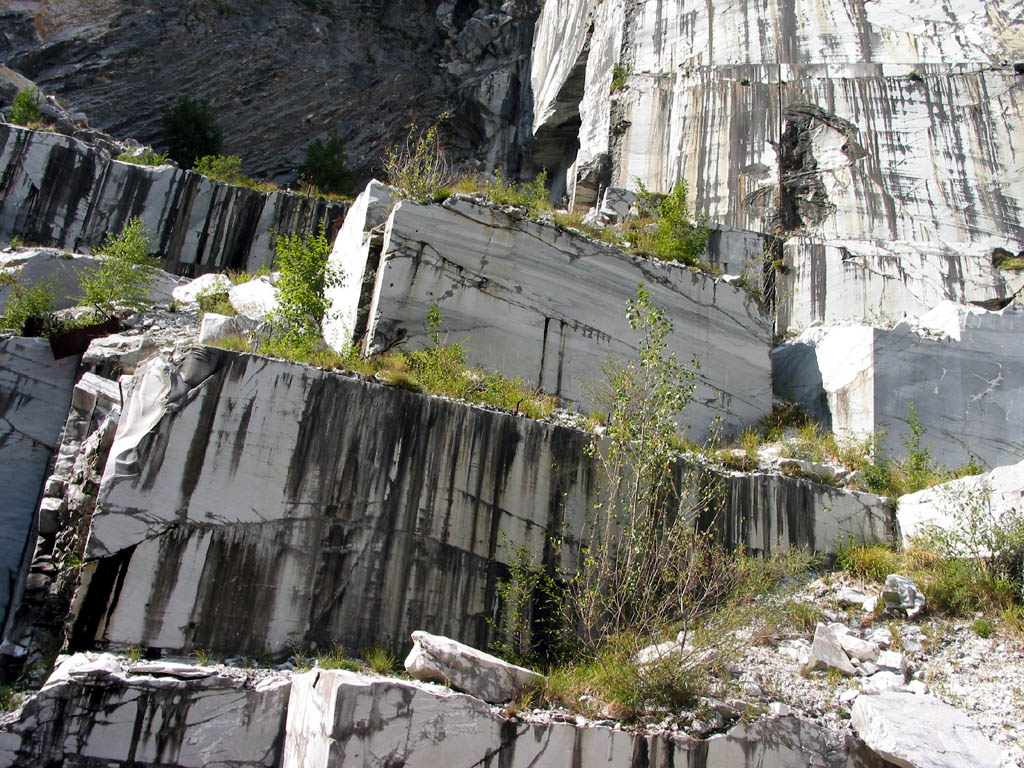
Каррарські мармурові копальні. Сучасний вигляд.

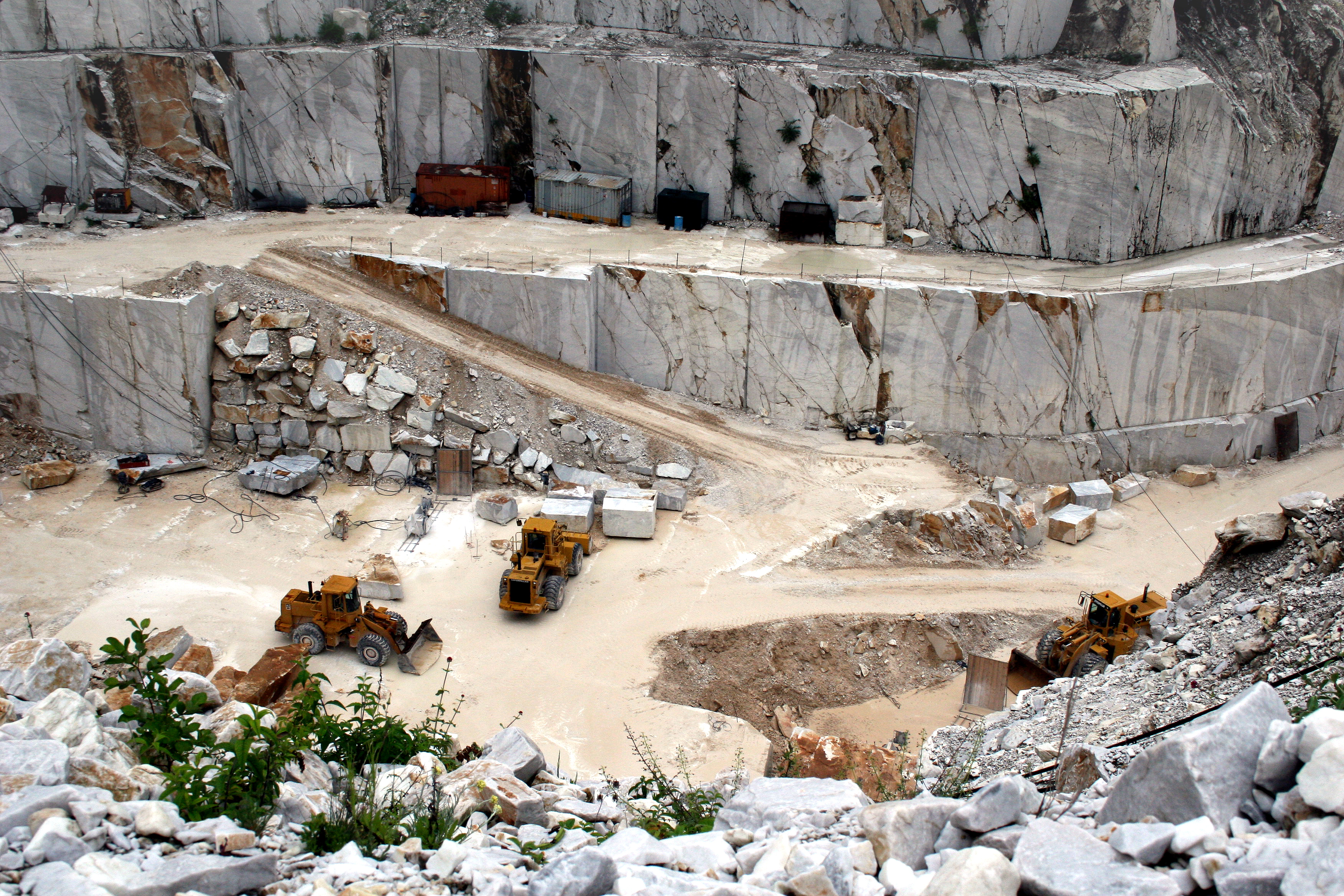
Каррарські мармурові копальні сьогодні.

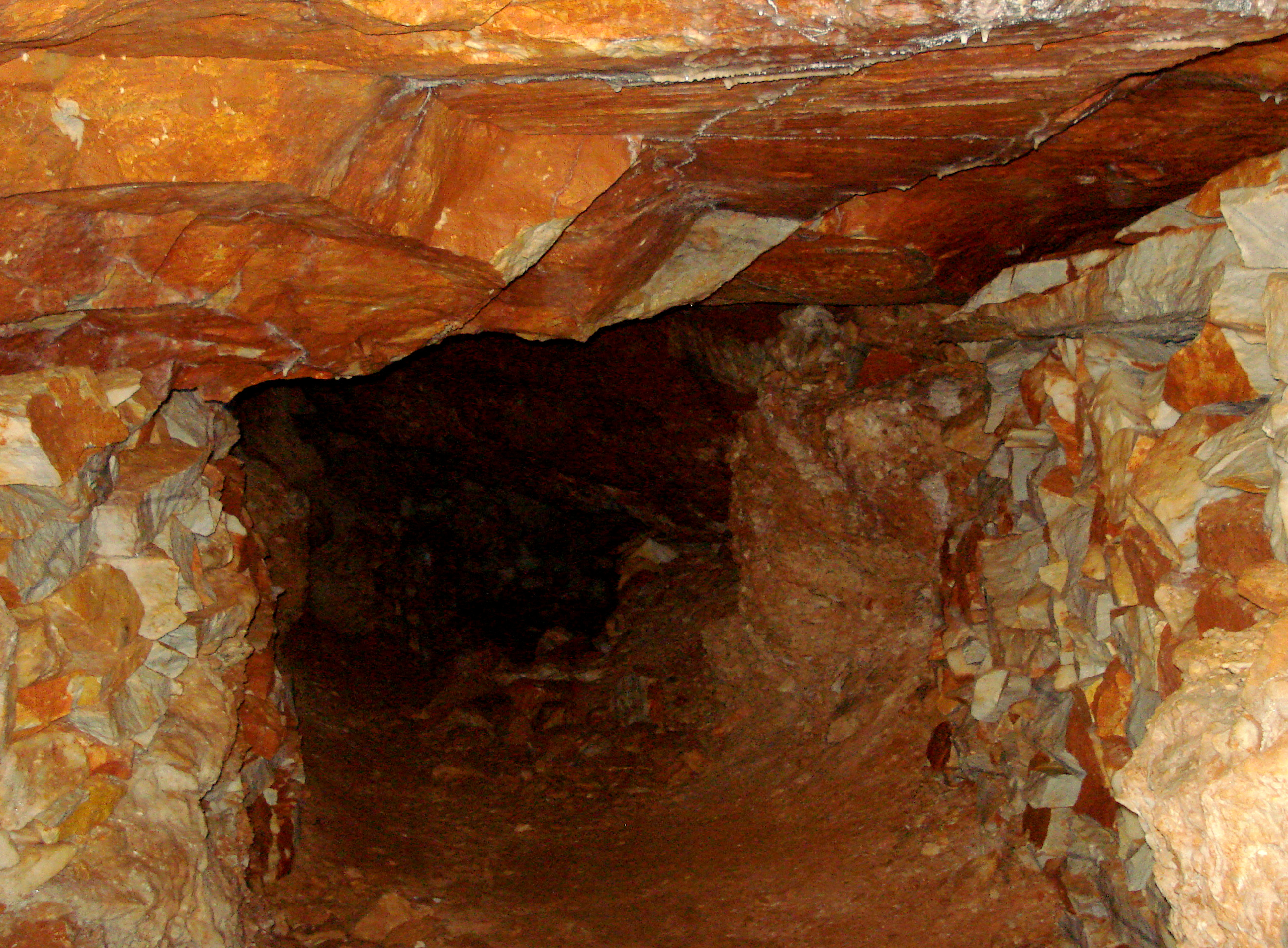
Стародавня гірнича виробка, Парос, Греція.

Каменоломні — один з найдавніших типів гірничих розробок, що фіксується вже в неоліті. Перше використання каменю спостерігається ще в печерних оселях для їх зміцнення, перепланування, утворення сталих вогнищ, а також для означення поховань і будівництва культових споруд.

## Класифікація і загальний опис
Неоціненне значення для розвою цивілізаційних процесів мали видобуток та обробка каменю з метою будівництва житла, мощення доріг, спорудження витворів монументального мистецтва, які, розпочавшись у сивій давнині, ніколи не припинялися. Прикметно, що без розвитку цього напрямку гірництва було б неможливо здійснити необхідне облаштування життєвого простору цивілізованої людини, що знайшло втілення в архітектурі. Видатний архітектор античності Вітрувій означив її відомою тріадою: користь, міцність, краса. Саме ці якості об'єктів зодчества забезпечив природний камінь як універсальний будівельний матеріал. Саме камінь відкрив можливість поєднання й тривалого збереження утилітарної (корисної) функції споруд з їх художньою (ідейною) цінністю.
Найдавніші кам'яні селища, які були виявлені археологами, — це Чайоню-Тепезі в Південно-Східній Туреччині, окремі будівлі якого датують Х тис. до Р. Х., і славнозвісний Єрихон, заснований у IХ тисячолітті до Р. Х. Уже в давньому світі каменоломні забезпечували кам'яними матеріалами будівництво храмів, фортець, палаців, акведуків, брукованих доріг тощо. Поряд з місцями ламанням гірських порід каменярі вели їх обробку, виробляючи камені правильної форми й різних габаритів.
В історії каменевидобування виділяють відкриті і підземні каменоломні.
- Відкриті каменоломні. Найбільш поширеними розробками будівельних матеріалів відкритим способом були протягом сторіч ламання пісковиків і вапняків. Технологія видобутку полягала в наступному. З поверхні стрімчаку знімали некорисні шари гравію та щебеню, розкриваючи пожиточний шар пісковику товщиною 10—30 м. Зазвичай гірський масив був розбитий природними тріщинами. Біля його підніжжя в порушених верствах утворювали широкий вруб, використовуючи для цього ручний інструмент (кайла, кирки, гірничі молотки) або вибухові роботи. Для тимчасового кріплення врубу використовували дерев'яні стояки. Обрушення породного масиву, що зависнув над врубовою порожниною, здійснювали шляхом руйнування стояків вогнем чи вибухівкою. При вдалих параметрах врубу найкращі (верхні) блоки пісковику при обвалі скочувались по підстилку із зруйнованих порід без зайвих руйнувань і порушень. Вага таких брил сягала зазвичай декількох тонн. Першу обробку отриманого каменю здійснювали безпосередньо на місці розробки, перевозили — кінними підводами.

- Каменоломні шахтного типу. Поруч з відкритими гірничими роботами, видобуток будівельного каменю здійснювався також підземним способом. Багато міст в усі часи мали підземні системи виробок (катакомби), які виникали внаслідок видобутку будівельних матеріалів. В подальшому підземний простір каменоломень використовували для поховань, печерних храмів, улаштування в'язниць, як сховища тощо. Будова більшості катакомб поєднувала багатоярусну систему виробок невеликого розміру (шириною близько 1,5 м і висотою до 4 м) з камерами й галереями, розміри перерізу яких сягали 6—8 м. Виробки невеликої ширини залишали в стійких породах без кріплення, в камерах використовували опірні колони й породні цілики. Вентиляцію забезпечували шляхом спорудження вертикальних каналів (стволів), які розташовували на відстані 200—250 м один від одного.

Прикметно, що в перші століття нашої ери багатьох християн висилали на каторжні роботи в каменоломні Криму, які являли собою відкриті кар'єри й підземні штольні. У 94 р. імператор Траян заслав сюди третього після апостола Петра римського єпископа (папу) Климента, який, за переказами, вирубав у скелі перший в Інкермані печерний християнський храм. Загалом декілька міст Південної України мають розвинуті катакомбні системи, причому в Одесі загальна протяжність підземних виробок сягає близько 2,5 тис. км — це один з найбільших підземних лабіринтів на Земній кулі.
Багато міст в усі часи мали розгалужені підземні системи виробок — катакомби, які виникали внаслідок видобутку будівельних матеріалів. У подальшому підземний простір каменоломень використовували для поховань, печерних храмів, улаштування в'язниць, сховищ тощо. Будова більшості катакомб поєднувала багатоярусну систему виробок невеликого розміру (шириною близько 1,5 м і висотою до 4 м) з камерами й галереями, розміри перерізу яких сягали приблизно 6 на 8 м. Виробки невеликої ширини залишали в стійких породах без кріплення, у камерах використовували опорні колони й породні цілики. Вентиляцію забезпечували шляхом спорудження вертикальних каналів (стволів), які розташовували на відстані 200—250 м один від одного.

## Каменоломні Давньої Греції і Риму
Серед каменоломень давнього світу слід зупинитися на кар'єрах, що забезпечували будівельні блоки для т. зв. «циклопічного мурування». Величезні брили каменю укладали насухо й утворювали потужні стіни будівель, фортифікаційних споруд, мостів тощо . Такі споруди отримали поширення в II тис. до Р. Х., зокрема в давній Ахейській державі (Мікени, Тиринф), причому пізніше, в еллінську добу секрети циклопічного мурування були втрачені, а сама назва способу виникла з вірувань греків у те, що ці величезні кам'яні блоки були перенесені й укладені в будівлі велетнями-циклопами (оскільки неможливо було уявити, як це могли зробити люди).
Будівництво міст, монументальних будівель і пам'ятників потребувало поруч з великою кількістю вапняку й пісковику, також декоративного каменю. Особливого значення набули розробки мармуру (кристалічного вапняку), який завдяки своїй структурі й зручності обробки став улюбленим матеріалом архітекторів і скульпторів. У другій половині XIX ст. німецьким дослідником Зигелем були виявлені давньогрецькі розробки мармуру, що були покинуті протягом багатьох сторіч. В пошуках давніх каменоломень вчений об'їздив майже всю материкову Грецію й багато островів архіпелагу, відкривши місця розробок білого мармуру в Пентеліконі (після чого розпочалася їх повторна експлуатація), а також дуже цінні родовища вишнево-червоного мармуру з чорними прошарками поблизу Матапана. Саме ці центри давали значну частину матеріалу для декорування будівель і скульптурних прикрас грецьких полісів.
Багаті родовища високоякісного мармуру розроблялися з початку I тис. до Р. Х. етрусками й кельтами на півночі Італії (район Тоскани). Слово «каменоломня» на мові кельтів звучить «каррара». Цю назву отримало давнє поселення у підніжжя Апуанських Альп, поблизу якого проводили ламання мармуру. В епоху Давнього Риму розпочалися масштабні розробки каррарського мармуру, який використовували для спорудження Пантеону, піраміди Цестія, храму Аполлона.
Новий етап розробки каррарського родовища розпочався у XIII ст. і досяг найбільшого розвою в епоху Відродження. У 1517 р. за дорученням папи Льва Х видатний скульптор Мікеланджело заснував каменоломні в Монте-Альтиссимо . З каррарського мармуру він створив уславлені скульптури «Давид», «Мойсей», «П'єта» та ін. Саме цьому каменю віддавали перевагу такі митці як Торвальдсен, Канова, Раух та ін.

## Давні храми та каменоломні Азії
Унікальні технології видобування, транспортування і обробки каменю є в різних культурах і в різних народів, практично на всій земній кулі. Серед найбільш видатних споруд Азії вражає монументальністю комплекс храмів доби правління індійської династії Чола, розташований у Дарасурамі (Південна Індія). Один з найвеличніших храмів комплексу Брахідеешварар споруджено між 1003 і 1010 рр. Оточений двома стінами, що мають у плані форму квадрата, цей храм побудований із гранітних блоків і частково із цегли та увінчаний пірамідальною 13-ярусною вежею — «віманою», що має висоту 61 м, з монолітом-цибулинкою на вершині. Стіни храму щедро прикрашені скульптурою. Найближчі каменоломні розташовувались за декілька кілометрів від храму й саме доставлення цих брил до місця будівництва було для прадавніх будівельників грандіозним завданням. Досить сказати, що довжина найбільшого блоку становить 7,8 м, а його вага — близько 80 т.

## Давні споруди й каменоломні Америки
Каменоломні та технології обробки каменю давніх народів Америки іноді не тільки не поступалися досягненням Старого Світу, але й часом перевершували їх. Обсяги видобутку, обробки та транспортування каменю з огляду на умови виключно ручних робіт і відсутність колісних пристроїв і гужового транспорту є вражаючими, вони значно перевищують об'єми розробок каменю в Давньому Єгипті. Оцінити ці роботи дозволяють величезні споруди доколумбових цивілізацій Америки.

## Каменоломні острова Пасхи
Всесвітньо відомі масштабні каменоломні на о. Пасха, що у південній частині Тихого океану (належить Чилі). Вони розташовані в глибині острова, особливо на південних схилах вулкана Рано-Рараку. У цих каменоломнях виготовлялися моаї — велетенські кам'яні статуї зі спресованого вулканічного попелу.